# Anthaxia carniolica
Anthaxia carniolica es una especie de escarabajo del género Anthaxia, familia Buprestidae. Fue descrita científicamente por Pongrácz en 1935.